# Etlingera megalocheilos
Etlingera megalocheilos är en enhjärtbladig växtart som först beskrevs av William Griffiths, och fick sitt nu gällande namn av Axel Dalberg Poulsen. Etlingera megalocheilos ingår i släktet Etlingera och familjen Zingiberaceae. Inga underarter finns listade i Catalogue of Life.